# Хронологія рекордів Європи з бігу на 5000 метрів серед жінок (коротка доріжка)
Рекорди Європи з бігу на 5000 метрів у приміщенні визнаються Європейською легкоатлетичною асоціацією з-поміж результатів, показаних європейськими легкоатлетками в приміщенні, за умови дотримання встановлених вимог.
Рекорди Європи з бігу на 5000 метрів у приміщенні фіксуються з 1987.

## Хронологія рекордів
| Результат | Атлетка                  | Місто         | Дата       | Примітки    |
| --------- | ------------------------ | ------------- | ---------- | ----------- |
| 16.17,1   | Андреа Еверетт           | Вест-Лафайетт | 25.01.1986 |             |
| 16.16,2   | Марина Плужникова        | Вільнюс       | 02.03.1988 |             |
| 16.13,0   | Тіна Молоні              | Бостон        | 28.01.1989 |             |
| 16.02,08  | Моніка Джойс             | Іпсіланті     | 17.02.1989 |             |
| 15.48,34  | Наталія Сороківська      | Челябінськ    | 03.02.1990 |             |
| 15.48,17  | Валері Янг-Мак-Говерн    | Індіанаполіс  | 09.03.1990 |             |
| 15.17,28  | Соня О'Саллівен          | Бостон        | 26.01.1991 |             |
| 15.13,72  | Ута Піппіг               | Штутгарт      | 10.02.1991 |             |
| 15.03,17  | Ліз Макколган            | Бірмінгем     | 22.02.1992 |             |
| 14.47,35  | Габріела Сабо            | Дортмунд      | 13.02.1999 |             |
| 14.30,79  | Констанце Клостергальфен | Бостон        | 27.02.2020 | [ 1 ] [ 2 ] |